# Kasey Wehrman
Kasey Desmond Wehrman (Cloncurry, 16 agosto 1977) è un allenatore di calcio ed ex calciatore australiano, di ruolo centrocampista.

## Carriera

### Giocatore

#### Club
Wehrman ha iniziato la carriera nel suo paese, militando nei Brisbane Strikers e nel Perth Glory. È poi arrivato in Norvegia, per giocare con il Moss. Nel 2003, è stato ingaggiato dal Lillestrøm, squadra in cui è rimasto per quattro anni. Dal 2007, è un calciatore del Fredrikstad. Il 31 agosto 2009, è stato prestato al Lyn Oslo per il resto della stagione. Nel 2008, è stato protagonista di tante voci, che lo avrebbero voluto vicino a diversi club australiani, quali Brisbane Roar, Perth Glory, Melbourne Victory e Gold Coast United.

#### Nazionale
Wehrman ha giocato sia per l'Australia under 20 che per l'Australia under 23, oltre alla Nazionale maggiore. Nel 1998, ha infatti debuttato per l'Australia, in una sfida contro le Figi, a Brisbane. È stato incluso a sorpresa nella lista dei convocati per un match amichevole contro il Ghana, a cinque anni dall'ultima apparizione.

### Allenatore
Il 6 dicembre 2014, è stato nominato assistente allenatore di Espen Olsen allo Strømmen. Il 28 aprile 2016 è stato nominato nuovo tecnico dell'Ørn-Horten.
Il 21 dicembre 2017 è tornato allo Strømmen, sempre in veste di assistente di Olsen.
Il 15 dicembre 2021 è stato reso noto che Wehrman sarebbe diventato il nuovo allenatore dello Strømmen, appena retrocesso in 2. divisjon, a partire dal 1º gennaio 2022. Ha lasciato la squadra al termine del campionato 2023.
Il 15 dicembre 2023 è stato nominato nuovo allenatore dell'Ullensaker/Kisa, a partire dalla stagione 2024.

## Palmarès

### Giocatore

#### Club

##### Competizioni nazionali
- Campionato NSL: 1

Brisbane Strikers: 1996-1997

#### Individuale
- Giocatore dell'anno della NSL Under-21: 1

1996-1997